# Perissus chapaanus
Perissus chapaanus är en skalbaggsart som beskrevs av Maurice Pic 1930. Perissus chapaanus ingår i släktet Perissus och familjen långhorningar. Inga underarter finns listade i Catalogue of Life.